# Xenorma ravida
La Xenorma ravida es una polilla de la familia Notodontidae. Fue descrita por Miller en 2008. Se encuentra en Ecuador.
La longitud de las alas anteriores es de 13-16 mm para los machos y de 14,5-16,5 mm para las hembras. El color de fondo de las alas anteriores es de color chocolate y el color de fondo de las alas posteriores es marrón, con una amplia banda de chocolate marrón oscuro a lo largo del margen exterior.

## Etimología
El nombre se toma del latín ravus (que significa amarillo grisáceo) y se refiere al color del área central del hindwing.